# Atlas H

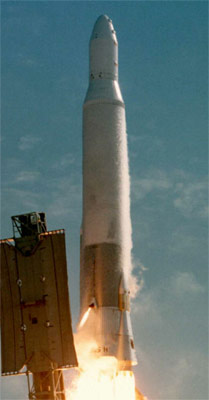
Um Atlas H.

O Atlas H, foi um veículo de lançamento descartável de origem Norte americana. 
Originalmente projetado e construido pela Divisão Convair da General Dynamics em San Diego, na Califórnia.
Ele fazia parte da família Atlas de foguetes e foi criado a partir do míssil SM-65 Atlas. 
O Atlas H, foi  usado para lançar cinco satélites militares de geolocalização (NOSS) para a Marinha dos Estados Unidos. 